# Guitry (Francia)
Guitry è un ex comune francese di 271 abitanti situato nel dipartimento dell'Eure nella regione della Normandia. Dal 1º gennaio 2016 è stato accorpato con altri 13 comuni per formare il nuovo comune di Vexin-sur-Epte. 

## Società

### Evoluzione demografica
Abitanti censiti